# Rochester (album Marillion)
Rochester – dwupłytowy album koncertowy zespołu Marillion. Pochodzi z trasy koncertowej albumu This Strange Engine, którą można było zorganizować dzięki pomocy fanów zespołu.

## Lista utworów
CD 1
1. Seasons End
2. Alone Again in the Lap of Luxury
3. Hard as Love
4. 80 Days
5. Kayleigh
6. Lavender
7. Afraid of Sunlight
8. Man of a Thousand Faces
9. Estonia
10. Easter

CD 2
1. This Town
2. The Rakes Progress
3. 100 Nights
4. Slainte Mhath
5. King
6. This Strange Engine
7. The Great Escape
8. Garden Party